# ستيفن مويوكولو
ستيفن مويوكولو (بالفرنسية: Steven Mouyokolo)‏ (مواليد 24 يناير 1987 في ميلون - فرنسا) لاعب كرة قدم فرنسي يلعب حاليا لصالح نادي الدرجة الممتازة هال سيتي الإنجليزي منذ 2009 في مركز قلب الدفاع .

## روابط خارجية
- ستيفن مويوكولو على موقع قاعدة بيانات كرة القدم.إي يو (الإنجليزية)
- ستيفن مويوكولو على موقع Soccerbase.com (لاعب) (الإنجليزية)
- ستيفن مويوكولو على موقع عالم كرة القدم.نت (الإنجليزية)
- ستيفن مويوكولو على موقع AS.com (الإسبانية)